# 708
El 708 (DCCVIII) fou un any de traspàs començat en diumenge del calendari julià.

## Esdeveniments
- Roma – Constantí és elegit papa[1]

## Necrològiques
- Roma – 4 de febrer: Sisini, papa de Roma[2]
- Drogó de Xampanya (nascut ±670), duc de Xampanya[3]